# Chester Heights, Pennsylvania
Chester Heights là một thị trấn thuộc quận Delaware, tiểu bang Pennsylvania, Hoa Kỳ. Năm 2010, dân số của thị trấn này là 2531 người.